# Diabolical Fullmoon Mysticism
Diabolical Fullmoon Mysticism är det första fullängds studioalbumet med det norska black metal-bandet Immortal. Albumet utgavs 1992 av skivbolaget Osmose Productions.

## Låtlista
1. "Intro" – 1:35
2. "The Call of the Wintermoon" – 5:40
3. "Unholy Forces of Evil" – 4:28
4. "Cryptic Winterstorms" – 6:08
5. "Cold Winds of Funeral Dust" – 3:47
6. "Blacker Than Darkness" – 4:17
7. "A Perfect Vision of the Rising Northland" – 9:03

- Text: Demonaz Doom Occulta (alla låtar)
- Musik: Demonaz Doom Occulta / Abbath Doom Occulta (spår 2, 3, 5, 6), Abbath Doom Occulta (spår 4, 7)

## Medverkande
Musiker (Immortal-medlemmar)
- Abbath Doom Occulta (Olve Eikemo) – sång, basgitarr
- Demonaz Doom Occulta (Harald Nævdal) – gitarr
- Armagedda (Gerhard Herfindal) – trummor

Produktion
- Pytten (Eirik Hundvin) – producent, ljudtekniker
- Demonaz Doom Occulta – omslagsdesign
- Stein Kare – foto
- J.W.H. (Jannicke Wiese-Hansen) – logo, omslagskonst